# Список королівств
У списку наведено монархічні держави у хронологічному порядку їх існування.
Примітка: королівства виділені жирним відповдають кільком однойменним королівствам

## Африка
- Стародавній Єгипет — (3150 BC — 30 BC)
- Єгипетське королівство — (1941—1952)
- Давній Карфаген — (650 BC–146 BC)
- Куш — (1070 BC — 350 CE)
- Культура Нок — (1000BC — 300AD)
- Дмт — (c. 700 BC — c. 400 BC)
- Елліністичний Єгипет — (305 BC — 30 BC)
- Нумідія — (202 BC — 46 BC)
- Аксумське царство — (100 AD-940AD)
- Мукурра — (350 — 1276, 5th century — 1517)
- Ідрісиди — (788—974)
- Імперія Гана — (c. 750–c. 1235)
- Альморавіди — (1040—1147)
- Альмохади — (1121—1269)
- Ефіопська імперія — (1137—1936)
- Аюбіди — (1171—1341)
- Іфат — (1285—1415)
- Імперія Малі — (c. 1230–c. 1600)
- Мариніди — (1244—1465)
- Мамлюкський султанат — (1250—1517)
- Імперія Канем — (ca. 700—1376)
- Імперія Сонгаї — (c. 1340—1591)
- Імперія Борну — (ca. 1380—1893)
- Королівство Конго — (ca.1390–1914)
- Аджуран — (13th century–17th century)
- Бенінське царство — (c.1440–1897)
- Адал — (c.1415–1559)
- Мономотапа — (c. 1450—1698)
- Ндонго (1518—1683)
- Багірмі — (1522—1897)
- Луба — (1585—1889)

## Азія
- Шумер — (c. 2900 BC  - 1940 BC)
- Лагаш — (c. 2500 BC — 2046 BC)
- Кочосон — (2333 BC — 108 BC)
- Династія Ся — (2070 BC — 1600 BC)
- Амореї — (c. 2000 BC — 1595 BC)
- Ассирія — (c. 2000 BC — 605 BC)
- Ларса — (1961 BC — 1674 BC)
- Вавилонське царство (1830 BC — 732 BC)
- Династія Шан (c. 1600—1046 BC)
- Мітанні — (c. 1500 BC — c. 1300 BC)
- Арцава — (c. 1500 BC — c. 1200 BC)
- Колхіда — (c. 13th century BC–164 BC)
- Фригія — (c. 1200 BC — 696 BC)
- Фінікія — (1200 BC — 539 BC)
- Лідія — (c. 1200 BC — 546 BC)
- Куру — (c. 1200 BC — 345 BC)
- Сабеї — (c. 1100 BC — 275 CE)
- Династія Чжоу — (c. 1046—256 BC)
- Ізраїльське царство — (1030 BC — 720 BC)
- Аммонітяни — (c. 1000 BC — 332 BC)
- Юдейське царство — (930 BC — 586 BC)
- Ідумея — (c. 900 BC — c. 600 BC)
- Урарту — (858 BC — 585 BC)
- Боспорська держава — (c. 600 BC — 443 CE)
- Держава Пандья — (c. 600 BC — 1345 CE)
- Скіфія — (c. 600 BC — c. 100 BC)
- Одриське царство — (460 BC — 46 CE)
- Раджарата — (377 BC — 1310 CE)
- Велика Вірменія — (331 BC — 428 CE)
- Царство Іберія — (302 BC — 580 CE)
- Понтійське царство — (291 BC — 62 CE)
- Атталіди — (282 BC — 133 BC)
- Греко-Бактрійське царство — (256 BC — 125 BC)
- Намв'єт — (204 BC — 111 BC)
- Індо-скіфське царство — (200 BC — 395 CE)
- Індо-грецьке царство — (180 BC — 10 CE)
- Набатейське царство — (168 BC — 106 CE)
- Коммагена — (163 BC — 72 CE)
- Шан (1215 — 1885)

## Океанія
- Тонга (10 ст. — 1865)
- Гавайське королівство — (1795—1893)
- Королівство геїв і лесбійок — (2004–)

## Америки
- Царство Чимор (Чиму) — (900—1470)
- Тлашкала — (1348—1550)
- Королівство Гаїті — (1811—1820)
- Сполученого Королівства Португалії, Бразилії й Алгарве — (1815—1822)

## Європа
- Мінойська цивілізація — (c. 2700 BC — c. 1600 BC)
- Микенська цивілізація — (c. 1900 BC — c. 1100 BC)
- Спарта — (c. 900 BC — 146 BC)
- Македонія — (808 BC — 146 BC)
- Римське царство — (c. 750 BC — c.510 BC)
- Коринфія — (747 BC — 146 BC)
- Фіви — (c. 500 BC — 335 BC)
- Боспорське царство — (480 до н. е. – VI ст. н. е.)
- Дакія — (82 BC — 106 CE)
- Міде — (76 — 1171)
- Осрайге — (150-ті — 1185)
- Думнонія (290 — 710)
- Франкське королівство — (3rd century — 10th century)
- Бургундське королівство — (4th century)
- Дівед (410 — 920)
- Свевське королівство — (410 — 584)
- Стратклайд — (410 — 1058)
- Вестготське королівство — (418—721)
- Королівство Кент — (450—871)
- Королівство Гвінед — (460—1282)
- Королівство Сассекс — (477—825)
- Остготське королівство — (493—553)
- Королівство Гвент— (V ст. — бл. 1070)
- Королівство Кередигион — (5th century — early 10th century)
- Королівство Повіс — (5th century — 1160)
- Весекс — (519—927)
- Ессекс — (527—812)
- Мерсія — (527—919)
- Берніція — (6th century)
- Данське королівство (6 ст. — present)
- Королівство Східна Англія — (6th century — 917)
- Королівство Нортумбрія — (654—878)
- Брейфне (7 ст. — 1256)
- Астурійське королівство — (718—925)
- Шведське королівство — (800 — present)
- Наваррське королівство — (824—1620)
- Німецьке королівство — (843 – 1806)
- Східне Франкське королівство (843 — 962)
- Західне Франкське королівство (843 — 987)

- Шотландське королівство — (843 — 1707, 1660—1707)
- Анійське царство — (845—1045)
- Кастильське королівство — (850—1230)
- Королівство Йорвік — (876—954)
- Нижнє Бургундське королівство — (879—933)
- Норвезьке королівство — (9th century — present)
- Альба — (900—1286)
- Леонське королівство — (910—1230)
- Галісійське королівство  — (910—1833)
- Хорватське королівство — (c.925 — 1102, 1527—1868)
- Королівство Англія — (927—1649, 1660—1707)
- Провансальське королівство (друге Бургундське) — (933—1378)
- Дехейбарт — (950—1197)
- Королівство Вигера — (970—1005)
- Угорське королівство — (1000—1570)
- Королівство островів — (1079—1266)
- Польське королівство — (1025–1385, 1385—1569)
- Арагонське королівство — (1035—1707)
- Дукля — (1053—1100)
- Суверенний військовий орден госпітальєрів Святого Іоанна Єрусалимського, Родосу і Мальти — (1099—н. ч.)
- Кіпрське королівство — (1192—1489)
- Сицилійське королівство — (1130—1816)
- Португальське королівство — (1139—1910)
- Руське королівство — (1199—1349)
- Фессалонікське королівство — (1204—1224)
- Богемське королівство — (1212—1918)
- Королівство Сербія — (1217—1346)
- Валенсійське королівство — (1237—1707)
- Литовське королівство — (1251 — 1263, 1918)
- Майорканське королівство — (1262—1349)
- Велике князівство Московське — (1263—1547)
- Албанське королівство — (1272—1368)
- Андорра  — (1278 — н. ч.)
- Неаполітанське королівство — (1285—1816)
- Боснійське королівство — (1377—1463)
- Польське королівство — (1025—1385, 1385–1569)
- Королівство Іспанія — (1479—н. ч.)
- Східноугорське королівства — (1526—1571)
- Хорватське королівство — (c.925 — 1102, 1527 — 1868)
- Ірландське королівство — (1541–1651, 1659—1801)
- Московське царство (1547—1721)
- Лівонське королівство — (1570—1578)
- Шотландське королівство — (843—1707, 1660 — 1707)
- Прусське королівство — (1701—1918)
- Королівство Великої Британії — (1707—1801)
- Сардинське королівство — (1720—1861)
- Російська імперія — (1721 — 1917)
- Королівство Великої Британії і Ірландії — (1801—1922)
- Італійське королівство — (1805–1814)
- Баварське королівство — (1806—1918)
- Ліхтенштейн — (1806—н. ч.)
- Саксонське королівство — (1806—1918)
- Вюртемберзьке королівство — (1806—1918)
- Вестфальське королівство — (1807—1813)
- Королівство Обох Сицилій — (1811—1861)
- Ганноверське королівство — (1814—1866)
- Сполучене королівство Португалії, Бразилії й Алгарве — (1815—1822)
- Велике Герцогство Люксембург (1815 — н. ч.)
- Грецьке королівство — (1832–1924, 1935—1974)
- Італійське королівство — (1861–1946)
- Румунське королівство — (1881—1947)
- Королівство Сербія — (1882—1918)
- Болгарське царство — (1908—1946)
- Королівство Чорногорія — (1910—1918)
- Литовське королівство — (1251—1263, 1918)
- Королівство Югославія — (1918—1943)
- Королівство Ісландія — (1918—1944)
- Угорське королівство — (1000—1918, 1919 — 1944, 1944—1946)
- Албанське королівство — (1928—1939)
- Грецьке королівство — (1832—1924, 1935–1974)
- Королівство Нідерландів — (1805—1810, 1815 — present)
- Велика Британія — (1801 — present)
- Ватикан (1929 — present)